# 阿不都哈林
阿不都哈林（維吾爾語：سۇلتان ئابدۇلكەرىمخان‎，1529年—1592年）亦称阿不都克木，叶尔羌汗国第三任君主，拉失德的第二个儿子（長子阿卜杜·拉提甫死於與哈薩克人的戰爭）。其父在1560年死后，他即位为汗。他曾经表示让位给他的四弟喀什噶尔总督琐非王子，琐非王子坚决不敢接受。1570年，阿不都克木派遣四个弟弟琐非、马黑麻、阿都剌因和忽雷失·蘇丹率军东征，俘虏东察合台汗国马速汗，西域重新统一。叶尔羌汗国东至明朝的嘉峪关；南抵昆仑山、阿尔金山；西南以喀喇昆仑山与乌思藏的拉达克、博洛尔相邻；西包帕米尔，与莫卧儿帝国相邻，以阿赖山与乌兹别克汗国为界；北以天山山脉与哈萨克、吉尔吉斯、瓦剌为界。1592年，阿不都克木去世，他的五弟马黑麻即位。